# Cal Bosch (Santpedor)
Cal Bosch és un edifici del municipi de Santpedor (Bages) protegida com a bé cultural d'interès local.

## Descripció
L'edifici del carrer Santa Maria número 8, també conegut com cal Bosch o cal Rovís, és una casa entre mitgeres, que forma conjunt amb un cobert i un pati jardí tancat que dona al carrer de Sant Antoni. Es troba dins el recinte de la muralla medieval.
L'element destacable d'aquest edifici és la façana, tot i que és molt probable que altres elements interiors de la seva estructura o distribució interna siguin interessats i dignes de conservació.
La façana té una estructura simètrica, amb planta, pis i altra planta sota la coberta que té el vessant cap a la façana. Té la porta al centre, d'arc rebaixat i amb dues petites finestres, una a cada banda. Al primer pis hi ha un únic balcó amb barana de ferro i amb una motllura a la part inferior, recolzat sobre una voluta i una petxina que formen part de la dovella central de la porta. El balcó presenta dues portes amb muntants i llindes de pedra, i amb la inscripció "ANY 1769" al centre. La barana és de ferro forjat de factura molt simple, amb alguns barrots retorçats en forma helicoidal, i amb un pilar vertical al mig, rematat amb una creu envoltada de fulles, i unit a la façana mitjançant una barra arquejada també de ferro.
A la part superior, entre la barbacana de la teulada i els balcons, destaca el fris fet amb esgrafiat. A la part central d'aquest hi ha una orla subjectada a banda i banda per dos angelets, amb dos arbres al costat esquerre i la representació d'un poble a la banda dreta. A cada costat d'aquest motiu central hi ha dos motius rectangulars amb decoració d'entrellaçats geomètrics, així com una petita finestra quadrada.
Els esgrafiats de can Bosch són l'únic exemple d'aquesta tècnica decorativa d'època barroca en edificis civils al poble de Santpedor.

## Història
Cal Bosch, antigament cal Rovís, és una casa construïda entre mitgeres del segle xviii, el 1769, tal com queda palès a la inscripció que trobem entre els dos balcons. Pertanyia a la família Rovís, descendent del mas Rovís de Santpedor que s'establí a la vila al segle xvii.
Aquesta era una família benestant, que va tenir alguns membres que assoliren destacats llocs en camps com la religió o la medicina. L'any 1811 el propietari de la casa era Joan Rovís, probablement la persona responsable de la construcció de la casa al poble.
La tradició oral recorda que en aquesta casa, de família molt devota, es guardaven tots els estris pertanyents a la Confraria dels Dolors, entre ells el famós timal que tocà el timbaler del Bruc l'any 1808.
Destacables membres d'aquesta important nissaga santpedorenca són:
El pare Anton Rovís, religiós franciscà (segle xviii). Fou destinat a les conversions del Pentu i Alt Orinoco, a expenses dels reis d'Espanya.
El Dr. Baltasar Rovís, religiós i canonge de la seu de Manresa (segle XVIII-XIX). Abans de la Guerra del Francès (1808) fou de la junta benèfica per atendre les necessitats de Manresa i la seva comarca. El 2 de juny fou un dels més decidits de la Junta de Defensa a Manresa, instigant els manresans a lluitar contra el francès. Va formar part de la junta fins a l'any 1811. Fou domer de la seu de Manresa.
El Dr. Joan Rovís, metge (segle XVIII-XIX). Era nebot del P. Anton Rovís. Fou designat metge dels Reials Exèrcits d'Espanya.
Ramon Rovís i Espona, caporal del sometent de Santpedor durant la Guerra del Francès, 1808-1814 (segle XVIII-XIX). Sembla que participà en els fets del Bruc de 1808, quan comptava 24 anys. L'any 1810 el trobem ocupant el càrrec de Síndic Presoner a l'Ajuntament de la vila. Sembla que era fill de Joan Baptista Rovís i Pla i Vila, ric comerciant i hisendat de la vila, i els seus oncles eren el citat clergue Baltasar Rovís i el Dr. Josep Rovís. El seu avi era Jose Rovís Riber i Vila que havia estat un destacat paraire de la vila.